# 체스트미르 비츠팔레크
체스트미르 비츠팔레크(체코어: Čestmír Vycpálek; 1921년 5월 15일,프라하 ~ 2002년 5월 5일, 시칠리아 주 팔레르모)는 체코의 전 축구 선수이자 감독으로, 현역 선수 시절 미드필더였다. 그는 또다른 체코의 유명 감독 즈데네크 제만의 삼촌이기도 하다.

## 선수 경력
유능한 측면 자원인 비츠팔레크는 1946년에 슬라비아 프라하에서 유벤투스로 이적했고, 1947년에는 당시 세리에 B에 속해 있던 팔레르모로 이적해 첫 해 1부 리그 승격을 이끌고, 5년 동안 분홍 검정 군단(rosanero) 소속으로 143 경기에 출전해 23골을 넣었다. 1952-53 시즌, 비츠팔레크는 이후 파르마에서 세리에 B와 세리에 C에서 뛰었다. 비츠팔레크는 1958년에 37세로 현역에서 은퇴했다.

## 감독 경력
감독으로서 괄목할만한 성과를 거두기 전, 비츠팔레크는 중책과는 거리가 있는 곳에서 경험을 쌓았고, 그리 큰 성과를 거두지는 못했다. 그는 프라하의 봄 당시 소련 붉은 군대에 점령당하자 가족들을 이탈리아로 불러들이고 팔레르모에서 감독 생활을 시작했다. 그는 이후 하부 리그의 시라쿠사, 발다뇨, 유벤티나 팔레르모 등의 하부 리그 구단들을 지휘했다.
그러나, 1970년대 세리에 D의 시칠리아 연고 구단 마차라에서 해임된 후, 비츠팔레크는 옛 동료이자 유벤투스 회장이었던 잠피에로 보니페르티의 도움으로 유벤투스에 복귀했고, 유소년부 감독으로 취임했다. 그러나, 1971년, 아르만도 피키가 급사하면서, 비츠팔레크가 후임 유벤투스 감독으로 임명되었다. 이로서 비츠팔레크는 전성기를 열어 1972년과 1973년에 연달아 작은 방패(scudetti)를 획득했고, 아약스에 패해 준우승에 머물렀지만 유러피언컵 결승전에 처음 올랐다. 아약스의 불참으로 대신 참가한 인터콘티넨털컵에도 남아메리카 정상에 오른 인디펜디엔테에 0-1로 패하면서 이 대회도 준우승을 거두었다. 이후, 비츠팔레크는 구단을 떠났고, 이후 감독일을 그만두었다.

## 수상

### 선수
슬라비아 프라하
- 체코슬로바키아 1부 리그: 1939–40, 1941–42, 1942–43

팔레르모
- 세리에 B: 1947–48

파르마
- 세리에 C: 1953–54

### 감독
유벤투스
- 세리에 A: 1971-1972, 1972-1973

## 사망
비츠팔레크는 유벤투스가 2001-02 시즌 우승을 확정지은 2002년 5월 5일에 팔레르모에서 영면에 들었는데, 이 때가 그의 아들 체스티노가 알리탈리아 항공 112 사고로 명을 달리한 지 딱 30년이 되는 시기였다.